# Ali Abdullah Száleh
Ali Abdullah Száleh (arabul: علي عبدالله صالح) (Hashid, 1942. március 21. – Szanaa, 2017. december 4.) jemeni politikus, az ország elnöke 1990 - 2012 között, ezt megelőzően 1978-tól 1990-ig Észak-Jemen elnöke.

## Életpályája
1942-ben született a sánhán törzsbe tartozó Al-Ahmar család tagjaként. Az általános iskola elvégzése után 1958-ban belépett az észak-jemeni hadseregbe, majd elvégezte a katonai akadémiát és szakaszvezetői rangot kapott. 1963-ban megkapta a hadnagyi rangot, majd 1977-ben Taizz kormányzóság katonai kormányzójává nevezték ki.
Miután Ahmad al-Gaszni észak-jemeni elnököt meggyilkolták 1978. június 24-én, tagja lett a négyfős elnökségi tanácsnak és a katonai hadvezetőségbe is bekerült. 1978. július 17-én megválasztották Észak-Jemen elnökének, valamint a hadsereg vezérkari főnökének és legfőbb parancsnokának. Alig egy héttel hatalomra kerülése után elrendelte 30 tiszt kivégzését, akiket Száleh hatalma elleni összeesküvéssel vádoltak meg.
A Szovjetunió meggyengülése után a szocialista berendezkedésű dél-jemeni államon is krízis lett úrrá, így hosszas tárgyalások után a két állam 1990-ben békés úton egyesült. Az unió feltétele Száleh jemeni elnökként való elfogadása volt, míg ő alelnökévé egy déli politikust, Ali Szelim al-Beid-et volt köteles kinevezni. A kezdeti békés együttélést követően azonban 1994-ben polgárháború tört ki a déli és északi részek közt, melyből a Száleh vezette északi erők kerültek ki győztesen, a dél-jemeni politikusok többsége pedig külföldre menekült. 1995-ben Eritrea elfoglalta a Hanís-szigeteket, mire az elnök Izraelt vádolta meg az eritreai akció támogatásával.
Ebben az időszakban a Száleh vezette Jemen a Szaddám Huszein vezette Irak szövetségese volt és Száleh az öbölháborúban nyíltan támogatta Irakot Kuvait lerohanásában. Ennek köszönhetően a  háborút követően a kuvaiti kormány kiutasította a jemeni állampolgárokat az ország területéről, ami csapás volt az ország gazdaságára nézve, hisz az ott dolgozó jemeniek rendszerint hazautalták a megkeresett pénzt. A diplomáciai elszigeteltségből Irán irányába igyekezett kitörni, 2000-ben az elnök Teheránba látogatott, ahol kinyilvánította támogatását Irán számára az Egyesült Arab Emírségekkel folytatott területi vitáját illetően. A két ország kapcsolata csak 2004-ben gyengült meg ideiglenesen, mikor az ország északi részén síita lázadás tört ki. A jemeni kormány Iránt vádolta meg a lázadás támogatásával, mely azonban tagadta a vádakat. A korábbi nézeteltérések ellenére 2010-ben, mikor találkozott Mahmud Ahmadinezsád iráni elnökkel, támogatását fejezte ki Irán nukleáris programját illetően.
Miután 1998-tól jelentős mértékben megnőtt Jemenben az Al-Káida aktivitása, jelentős változás állt be az ország Egyesült Államokkal való kapcsolatában. Egy 2008-as, amerikai nagykövetség elleni támadást követően, az Egyesült Államok katonai kiképzőket küldött a jemeni hadsereg számára, valamint időnként drónokat is bevetettek az Al-Kaida fegyveres szárnyával folytatott harcokban.
A 2011-es évre Jemen belpolitikailag a mélypontra érkezett. Az ország északi részén a síita hútik lázadoztak, míg délen a többségében szunnita lakosság lázadt fel a függetlenségért, 2009 óta pedig az Al-Kaida tevékenysége is szabályszerű felkelésbe torkollott. Mindemellett a világ országai közül Jemenben az egyik legalacsonyabb az életszínvonal, valamint nagyon magas a korrupciós ráta. Ennek hatására 2011 januárjának végétől rendszerellenes tüntetések kezdődtek, melyet Száleh előbb úgy próbált megállítani, hogy ígéretet tett, miszerint nem indul a 2013-as jemeni elnökválasztáson. Mivel azonban bejeanlentésének nem volt foganatja, a rendvédelmi szerveket erőszakkal léptette fel a tüntetők ellen. ennek hatására korábbi támogatóinak egy része is félreállt mellőle, majd amikor március 20-án feloszlatta az ország kormányát, Ali Mohszen al-Ahmar páncélos tábornok a parancsnoksága alá tartozó katonákkal együtt ellene fordult.
Az elnök helyzete tovább súlyosbodott, mikor májusban a legerősebb jemeni törzs, a Hasid is ellene fordult. Május 23-án harcok törtek ki a fővárosban, melynek során az elnök is megsebesült egy, az elnökségi palotát ért rakétatámadásban. Szálehet Szaúd-Arábiába menekítették gyógykezelésre, innen szeptember 23-án tért haza, melynek hírére ismét kiújultak a harcok a fővárosban. Ennek ellenére Száleh továbbra sem mondott le, csak amikor a jemeni ellenzék hajlandó volt elfogadni az Öböl Menti Együttműködési Tanács által kidolgozott tervezetet, mely garantálta büntetlenségét, volt hajlandó november 23-án aláírni a lemondásáról szóló dokumentumot. A hatalmat ideiglenes hatállyal alelnöke, Abbed Rabbo Manszúr Hádi vette át. Nem sokkal később elhagyta Jement és New Yorkba utazott, gyógykezelésre. Innen 2012 februárjában visszatért Jemenbe, melynek hatására ismét nagyarányú tüntetések kezdődtek személye ellen. Végül február 27-én formálisan is átadta a hatalmat korábbi alelnöke kezébe.
2015-ben szövetkezett a Jemen nyugati részét - és a fővárost - megszálló húszikkal. A szövetség sikerei teljeskörű polgárháborúhoz vezettek, Hádi lemondott és elmenekült az országból. 2017 decemberében azonban váratlanul felbomlott a húszi-Száleh szövetség és Száleh a Szaúd-Arábia vezette koalíció oldalán foglalt állást. A kibontakozó harcok elől megkísérelt szülőfalujába, Bajt al-Ahmarba menekülni, de egy húszi mesterlövész végzett vele. Holttestét átadták híveinek, akik Szanaaban temették el.